# Hochkönig

Logo der Tourismusregion Hochkönig

Der Hochkönig ist mit einer Höhe von 2941 m ü. A. der höchste Gebirgsstock der Berchtesgadener Alpen. Der Hauptgipfel, der ebenfalls Hochkönig heißt, überragt alle Berge im Umkreis von rund 34 Kilometern. Mit einer Schartenhöhe von 2181 m gehört der Hochkönig zu den geographisch prominentesten Bergen der Alpen, nur übertroffen von Mont Blanc, Großglockner, Finsteraarhorn, Wildspitze und Piz Bernina.

## Geografie
Der Gebirgsstock des Hochkönigs besteht aus einer mäßig nach Norden geneigten, etwa 12 km² großen Hochfläche, die nach Süden mit bis zu 1.000 m hohen Felswänden und Türmen gegen das viel niedrigere begrünte Schiefergebirge der Dientener Berge abbricht. Auf der Gipfelflur liegt die Übergossene Alm, ein spaltenloser Plateaugletscher, der auf etwa 2600 bis 2700 m ü. A. herabreicht. Noch 1888 betrug die Gletscherfläche rund 5,5 km². Mittlerweile ist die Übergossene Alm auf weniger als 1,5 km² abgeschmolzen.
Der Rand des Gipfelplateaus wird von einer annähernd kreisförmigen Bergkette gebildet:
- Hochseiler, 2793 m ü. A.
- Lamkopf, 2844 m ü. A.
- Hoher Kopf, 2875 m ü. A.
- Hochkönig, 2941 m ü. A.
- Großer Bratschenkopf, 2859 m ü. A.
- Kleiner Bratschenkopf, 2684 m ü. A.
- Torsäule, 2587 m ü. A.
- Schoberköpfe, 2707 m ü. A., 2630 m ü. A. und 2663 m ü. A.
- Floßkogel, 2437 m ü. A.
- Eibleck, 2354 m ü. A.
- Hohes Tenneck, 2435 m ü. A.

Der Hochkönig ist im Westen über die Torscharte mit dem Steinernen Meer verbunden. Nördlich ist er vom Hagengebirge durch das Blühnbachtal, östlich durch das tief eingeschnittene Salzachtal vom Tennengebirge getrennt.
Im Tal liegen die Orte Maria Alm, Dienten und Mühlbach, sowie im Haupttal der Salzach die Stadt Bischofshofen, Ort und Burg Werfen sowie Tenneck.

## Geologie
Wie generell in den Berchtesgadener Alpen besteht der Gebirgssockel des Hochkönigs aus brüchigem Ramsaudolomit. Im Gipfelbereich herrscht dagegen der festere Dachsteinkalk vor. Während der Dachsteinkalk am Watzmann im bayerischen Teil der Berchtesgadener Alpen in der Form des Bankkalks vorliegt, handelt es sich beim Hochkönig hauptsächlich um Riffkalk aus der urzeitlichen Tethys.

## Hütten und Anstiege
Der Hochkönig wurde schon früh von einheimischen Jägern erstiegen. Die erste touristische Besteigung des Hauptgipfels erfolgte durch den Theologieprofessor Peter Karl Thurwieser am 5. September 1826 über den heutigen Normalweg durch das Ochsenkar vom Arthurhaus aus. Begleitet wurde er von zwei Offizieren, Ernst von Joanelli und von Sax, und zehn Trägern. Der Vermesser Ernst von Joanelli hatte die Absicht, auf dem Gipfel Messungen vorzunehmen. Kürzer, jedoch weitaus gefährlicher und körperlich anstrengender als diese leichteste Route auf den Hochkönig, ist der Anstieg vom Birgkarhaus (großer Parkplatz) durch das Birgkar auf die Hochfläche. Im Winter bildet die Route über den Floßkogel nach Werfen bzw. Tenneck die längste Skitourenabfahrt der Ostalpen.
Auf dem Hochköniggipfel steht auf 2941 m Höhe das Matrashaus, eine Hütte des Österreichischen Touristenklubs. Der Gipfel ist ein Trigonometrischer Punkt erster Ordnung und ein beliebter Startplatz für Gleitschirmflieger.
Als Stützpunkte für Bergsteiger dienen daneben die Bertgenhütte (eine Biwakschachtel), die Erichhütte, das Arthurhaus, die Mitterfeldalm und die Ostpreußenhütte. Über den Hochkönig führt auch der Nordalpenweg, ein österreichischer Weitwanderweg.
Seit 2015 findet jährlich in der Region am und um den Hochkönig der Hochkönigman, einer der anspruchsvollsten Bergmarathons unter den Traillauf-Bewerben in Österreich, statt.

## Bergbau
Am Fuß des Hochkönigs wurde im Raum Mühlbach, südlich des Arthurhauses am Mitterberg, schon seit der Jungsteinzeit von etwa 3000 v. Chr. bis 1977 Kupferbergbau betrieben. Am Ausgang des Blühnbachtals bei Tenneck wurde bis 1960 Eisenerz abgebaut.

## Galerie

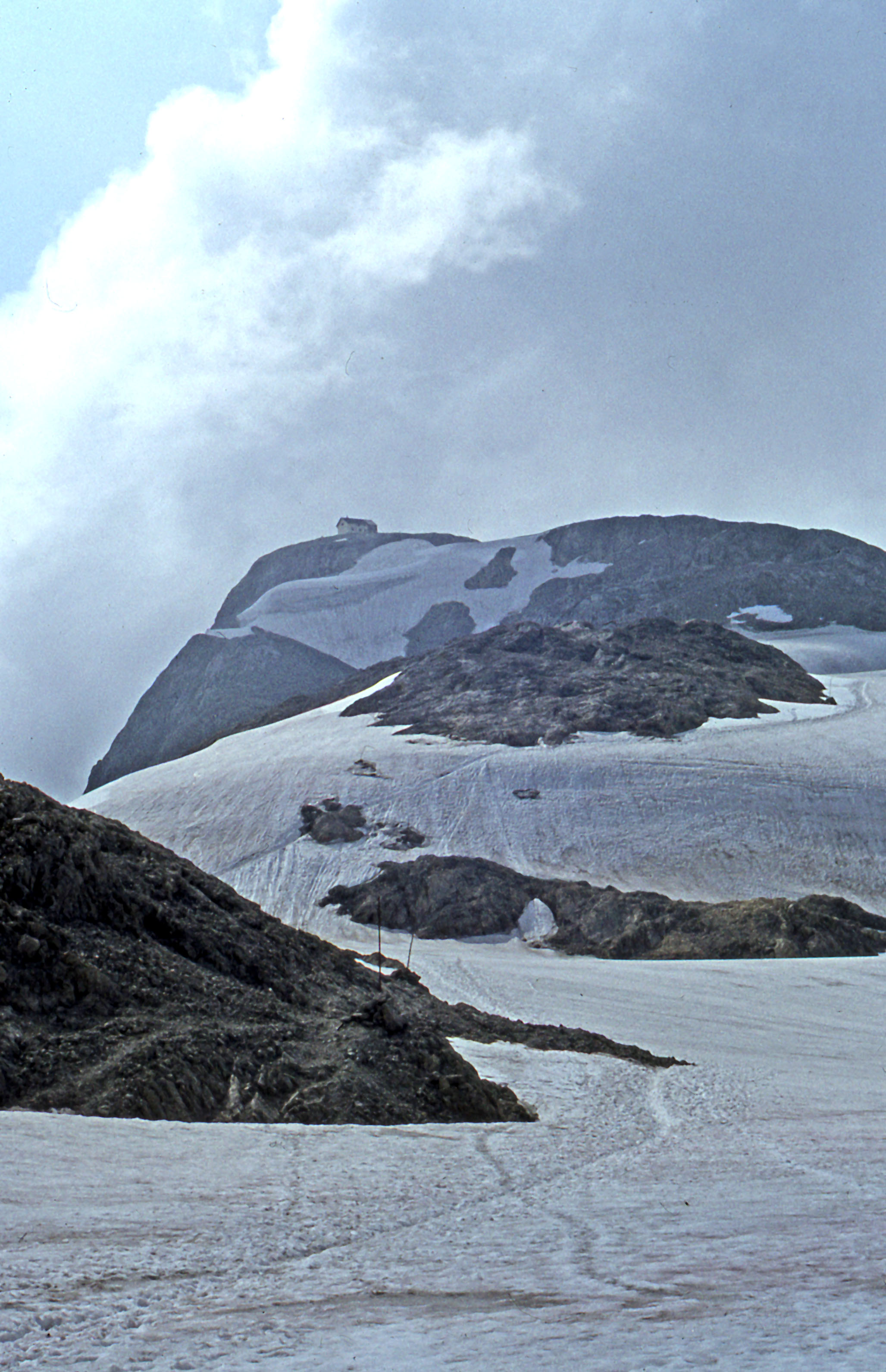
Hochköniggipfel über dem Gletscher mit dem alten Matrashaus (1977)
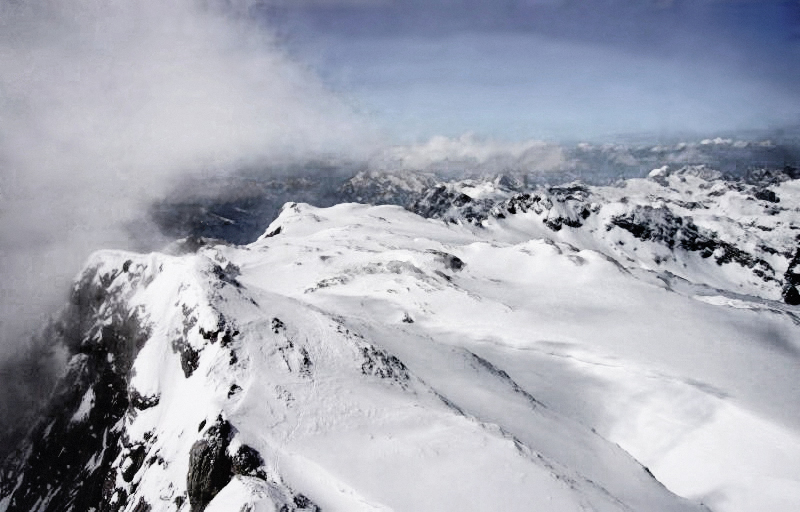
Blick vom Gipfel des Hochkönig Richtung Westen
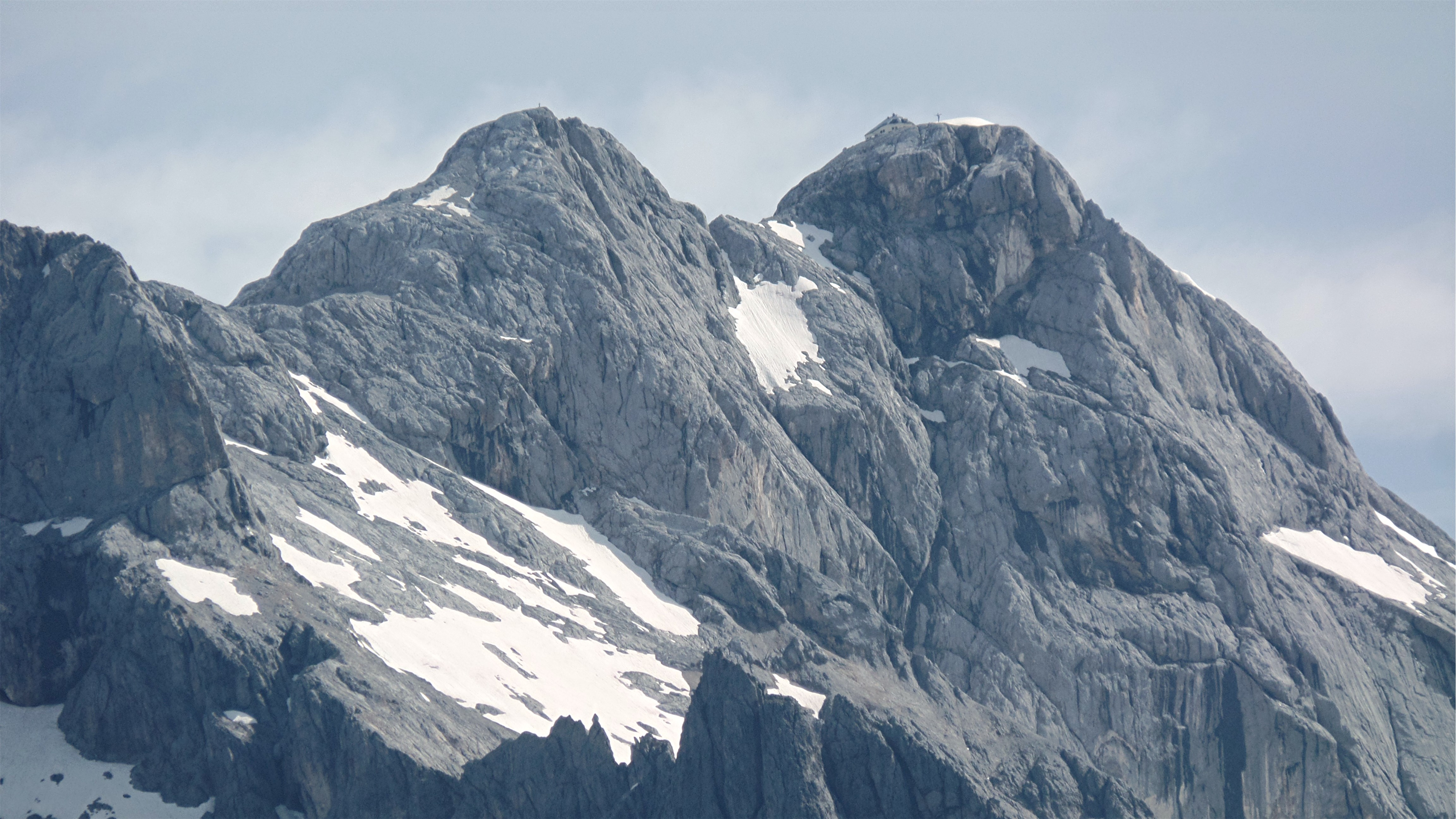
Blick von der Grüneggalm aus auf den Gipfel des Hochkönig (Gipfelkreuz und Matrashaus sind erkennbar)